# 大島信三
大島 信三（おおしま しんぞう、1942年 - ）は、日本のジャーナリスト、著作家。

## 経歴
新潟県に生まれ、新潟県立村上高等学校を卒業した。
早稲田大学教育学部を卒業し、1964年に、産経新聞社に入社した。以降は新聞と雑誌の両部門で経歴を積み、『週刊サンケイ』編集長、『新しい住まいの設計』編集長、特集部編集委員、『正論』編集長、編集局編集委員を歴任した。特別記者を経て、2009年に退社し、以降はフリージャーナリストとして活動。

### 『正論』編集長
1990年に『正論』編集長となった大島は、読者投稿欄の拡充を皮切りに誌面の改革をおこない、9万部だった部数を、最盛期には15万部にまで伸張させた。読者投稿欄は、最も多い時期で50ページ超となったという。
在任中は、毎月1日の発行日の朝に、産経新聞社に近い「将門の首塚」に赴いて部数増を祈願していたという。

## 刊行著書
- 異形国家をつくった男―キム・イルソンの生涯と負の遺産、芙蓉書房出版、2014年
- 宮尾登美子 遅咲きの人生、芙蓉書房出版、2016年
- ダライ・ラマとチベット―1500年の関係史、芙蓉書房出版、2017年
- パリ2000年の歴史を歩く―花の都を彩った主役たちの人間模様、芙蓉書房出版、2019年
- 石原慎太郎と石原裕次郎―嵐を呼んだ兄弟の昭和青春史、芙蓉書房出版、2025年